# 王季友
王季友（714年3月11日—794年12月18日，名徽，字季友，號雲峰居士，洪州南昌人，唐朝政治人物。
先世為河南洛阳人。生于豫章东湖之滨。王季友之父王儀曾任丹陽太守，后迁居豫章东湖畔。王季友幼年家道破落，以卖草鞋为生，遂與其兄遷至豐城雲嶺定居，並用功讀書。其妻柳氏嫌季友家贫貌醜，忿然离去。據說开元二十四年（736年）王季友考中狀元，因厌倦时政辭官，但此說可信度不高。寶應中，历仕华阴尉，改虢州录事参军，入京为太子司议郎。广德二年（764年），入江西观察使李勉幕，迁副使。大历二年（767年）返回豐城，在株山腳下的龍澤智度寺設帳授徒，不問世事二十餘年。隱居期間，王季友著有《龍澤遺稿》、《四書要注》、《六經通義》等作。名氣亦響喝當時，杜甫、錢起、郎士元等人都與其有唱和之作。杜甫作詩評價王季友為“道阻江湖，期以致君堯舜，不但工詩而已。”贞元十年（794年）甲戍十二月十八日殁，享年八十一，葬龍澤智度寺。逝世後被封為「豫章伯」。其墓的遺址在今株山林場附近。《全唐詩》存王季友詩十三首，其中三首爲另一位王季友所作。